# Zapasy na Letnich Igrzyskach Olimpijskich 1968 – kategoria do 87 kg w stylu wolnym
Zmagania mężczyzn do 87 kg to jedna z ośmiu męskich konkurencji w zapasach w stylu wolnym rozgrywanych podczas Letnich Igrzysk Olimpijskich 1968. Pojedynki w tej kategorii wagowej odbyły się w dniach 17–20 października.
Punktacja opierała się na systemie „złych punktów karnych”. Zwycięzca otrzymywał zero punktów za wygraną przez „tusz” (łopatki) lub dyskwalifikację; pół punktu za przewagę techniczną, a jeden za zwycięstwo na punkty. Dwa punkty przyznawano za remis, a dwa i pół za remis i pasywność. Za porażkę na punkty zawodnik otrzymywał trzy punkty. Przegrana przez przewagę techniczną skutkowała 3,5 punktami karnymi, a za łopatki lub dyskwalifikację przyznawano 4 punkty karne. Uzyskanie sześciu lub więcej punktów eliminowało zapaśnika z turnieju. Najlepsza trójka walczyła w rundzie finałowej.

## Klasyfikacja[1]
| Pozycja | Nazwisko               | Kraj              |
| ------- | ---------------------- | ----------------- |
| 1       | Boris Guriewicz        | ZSRR              |
| 2       | Dżigdżidijn Mönchbat   | Mongolia          |
| 3       | Prodan Gardżew         | Bułgaria          |
| 4       | Tom Peckham            | Stany Zjednoczone |
| 5       | Hüseyin Gürsoy         | Turcja            |
| 6       | Peter Döring           | NRD               |
| 7       | Ron Grinstead          | Wielka Brytania   |
| 8       | Shigeru Endō           | Japonia           |
| 9       | Lupe Lara              | Kuba              |
| 10      | Julio Graffigna        | Argentyna         |
| 11      | Umberto Marcheggiani   | Włochy            |
| 12      | Jean-Marie Chardonnens | Szwajcaria        |
| 13      | Francisc Balla         | Rumunia           |
| 14      | Géza Hollósi           | Węgry             |
| 15      | Raúl García            | Meksyk            |
| 15      | Ernst Knoll            | RFN               |
| 17      | Robert Chamberot       | Kanada            |
| 17      | Jan Wypiorczyk         | Polska            |
| 19      | Ghulam Dastagir        | Afganistan        |
| 20      | Robert Nihon           | Bahamy            |
| 20      | José Manuel Hernández  | Gwatemala         |
| 22      | Mansur Mahdizade       | Iran              |

## Wyniki

### Pierwsza runda[2]
| Zwycięzca              | Punkty karne | Wynik           | Przegrany             | Punkty karne |
| ---------------------- | ------------ | --------------- | --------------------- | ------------ |
| Julio Graffigna        | 1            | Na punkty       | Ghulam Dastagir       | 3            |
| Prodan Gardżew         | 2            | Remis           | Tom Peckham           | 2            |
| Francisc Balla         | 0            | Dyskwalifikacja | Mansur Mahdizade      | 4            |
| Géza Hollósi           | 1            | Na punkty       | Umberto Marcheggiani  | 3            |
| Ron Grinstead          | 1            | Na punkty       | Robert Chamberot      | 3            |
| Boris Guriewicz        | 0            | Łopatki         | Robert Nihon          | 4            |
| Jan Wypiorczyk         | 2,5          | Remis           | Shigeru Endō          | 2,5          |
| Lupe Lara              | 1            | Na punkty       | Ernst Knoll           | 3            |
| Jean-Marie Chardonnens | 2            | Remis           | Raúl García           | 2            |
| Dżigdżidijn Mönchbat   | 1            | Na punkty       | Peter Döring          | 3            |
| Hüseyin Gürsoy         | 0            | Łopatki         | José Manuel Hernández | 4            |

### Druga runda[3]
| Zwycięzca            | Punkty karne | Wynik         | Przegrany              | Punkty karne |
| -------------------- | ------------ | ------------- | ---------------------- | ------------ |
| Prodan Gardżew       | 2            | Łopatki       | Ghulam Dastagir        | 7            |
| Tom Peckham          | 3            | Na punkty     | Julio Graffigna        | 4            |
| Francisc Balla       | 4            | DQ obustronna | Géza Hollósi           | 5            |
| Umberto Marcheggiani | 3,5          | Przewaga      | Robert Chamberot       | 6,5          |
| Ron Grinstead        | 1            | Łopatki       | Robert Nihon           | 8            |
| Boris Guriewicz      | 0            | Łopatki       | Jan Wypiorczyk         | 6,5          |
| Shigeru Endō         | 3,5          | Na punkty     | Ernst Knoll            | 6            |
| Lupe Lara            | 2            | Na punkty     | Jean-Marie Chardonnens | 5            |
| Dżigdżidijn Mönchbat | 1            | Łopatki       | Raúl García            | 6            |
| Peter Döring         | 3            | Łopatki       | José Manuel Hernández  | 8            |
| Hüseyin Gürsoy       | 0            | Bez walki     |                        |              |
| Mansur Mahdizade     | –            | Wycofał się   |                        |              |

### Trzecia runda[4]
| Zwycięzca            | Punkty karne | Wynik     | Przegrany              | Punkty karne |
| -------------------- | ------------ | --------- | ---------------------- | ------------ |
| Hüseyin Gürsoy       | 1            | Na punkty | Julio Graffigna        | 7            |
| Prodan Gardżew       | 2            | Łopatki   | Francisc Balla         | 8            |
| Tom Peckham          | 3            | Łopatki   | Umberto Marcheggiani   | 7,5          |
| Boris Guriewicz      | 0,5          | Przewaga  | Ron Grinstead          | 4,5          |
| Shigeru Endō         | 4,5          | Na punkty | Lupe Lara              | 5            |
| Dżigdżidijn Mönchbat | 1,5          | Przewaga  | Jean-Marie Chardonnens | 8,5          |
| Peter Döring         | 3            | Bez walki |                        |              |

### Czwarta runda[5]
| Zwycięzca            | Punkty karne | Wynik     | Przegrany     | Punkty karne |
| -------------------- | ------------ | --------- | ------------- | ------------ |
| Hüseyin Gürsoy       | 2            | Na punkty | Peter Döring  | 6            |
| Prodan Gardżew       | 2,5          | Przewaga  | Ron Grinstead | 8            |
| Tom Peckham          | 3            | Łopatki   | Shigeru Endō  | 8,5          |
| Boris Guriewicz      | 0,5          | Łopatki   | Lupe Lara     | 9            |
| Dżigdżidijn Mönchbat | 1,5          | Bez walki |               |              |

### Piąta runda[6]
| Zwycięzca            | Punkty karne | Wynik     | Przegrany      | Punkty karne |
| -------------------- | ------------ | --------- | -------------- | ------------ |
| Dżigdżidijn Mönchbat | 3,5          | Remis     | Prodan Gardżew | 4,5          |
| Hüseyin Gürsoy       | 4            | Remis     | Tom Peckham    | 5            |
| Boris Guriewicz      | 0,5          | Bez walki |                |              |

### Szósta runda[7]
| Zwycięzca       | Punkty karne | Wynik     | Przegrany            | Punkty karne |
| --------------- | ------------ | --------- | -------------------- | ------------ |
| Boris Guriewicz | 2            | Remis     | Dżigdżidijn Mönchbat | 5,5          |
| Prodan Gardżew  | 5,5          | Na punkty | Hüseyin Gürsoy       | 7            |
| Tom Peckham     | 5            | Bez walki |                      |              |

### Runda finałowa[8]
| Zwycięzca            | Punkty karne | Wynik     | Przegrany      | Punkty karne |
| -------------------- | ------------ | --------- | -------------- | ------------ |
| Dżigdżidijn Mönchbat | 6,5          | Na punkty | Tom Peckham    | 8            |
| Boris Guriewicz      | 4,5          | Remis     | Prodan Gardżew | 7,5          |